# Снегоуборочная машина
Снегоуборочная машина — машина, предназначенная для уборки снега с дорог.

## История
Первая снегоуборочная машина была построена Гербертом Фрицем в начале 1880-х годов. Она не имела мотора, поэтому для работы нужно было постоянно крутить ручку, присоединенную к валу снегоочистителя. Машина могла сметать снег лишь на полтора метра в сторону, потому не завоевала особой популярности в тогдашней Австрийской империи.
Спустя несколько лет, коллега Фрица академик Писерман установил на снегоуборочную машину паровой двигатель. Это произошло 23 января 1885 года. Эту дату можно официально считать датой изобретения первой снегоуборочной машины.
Существует мнение, что прадедушку современных машин для чистки улиц от снега собрала Синтия Вестовер в 1892 году.

## Галерея

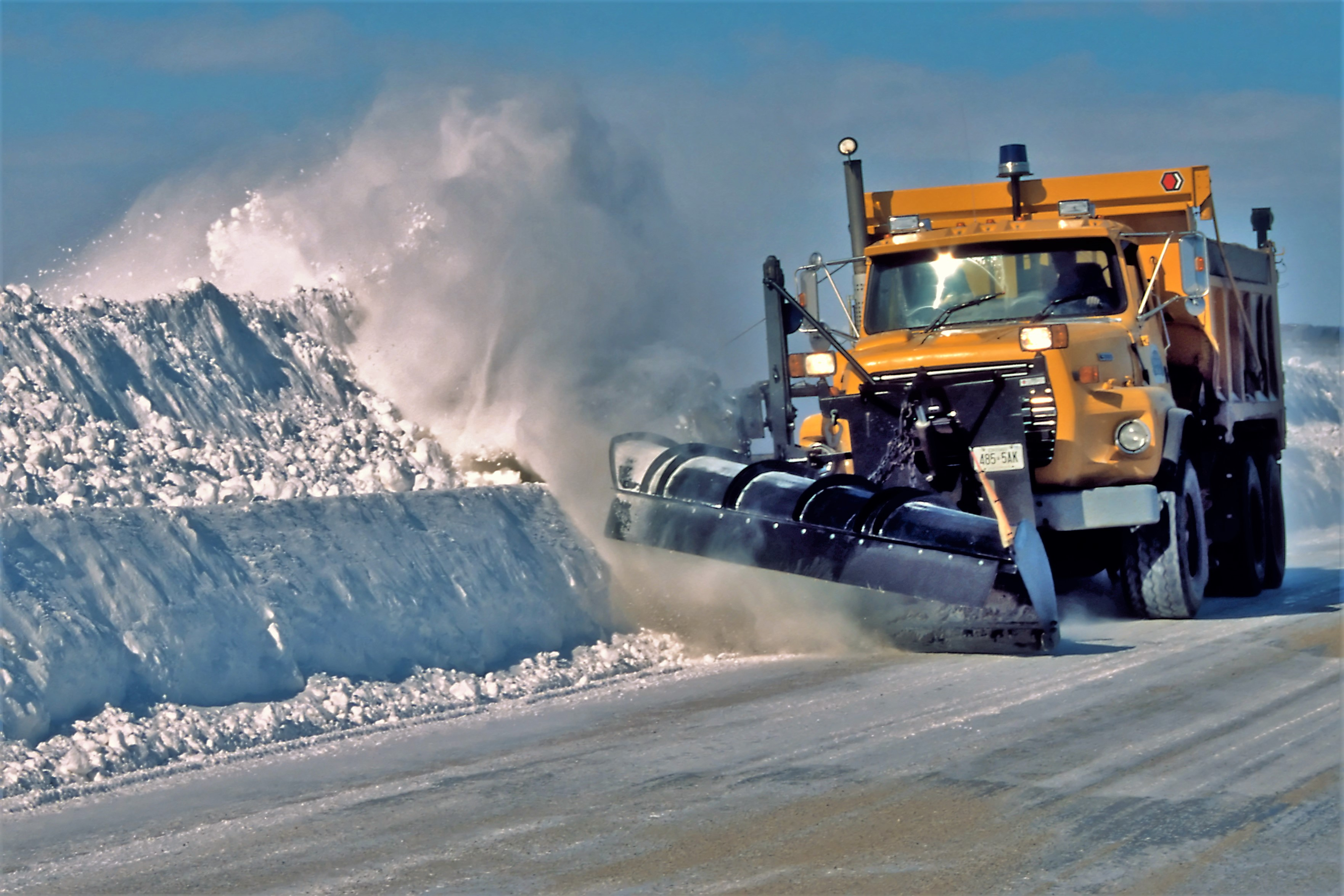
Снегоуборочная машина (Онтарио, Канада)
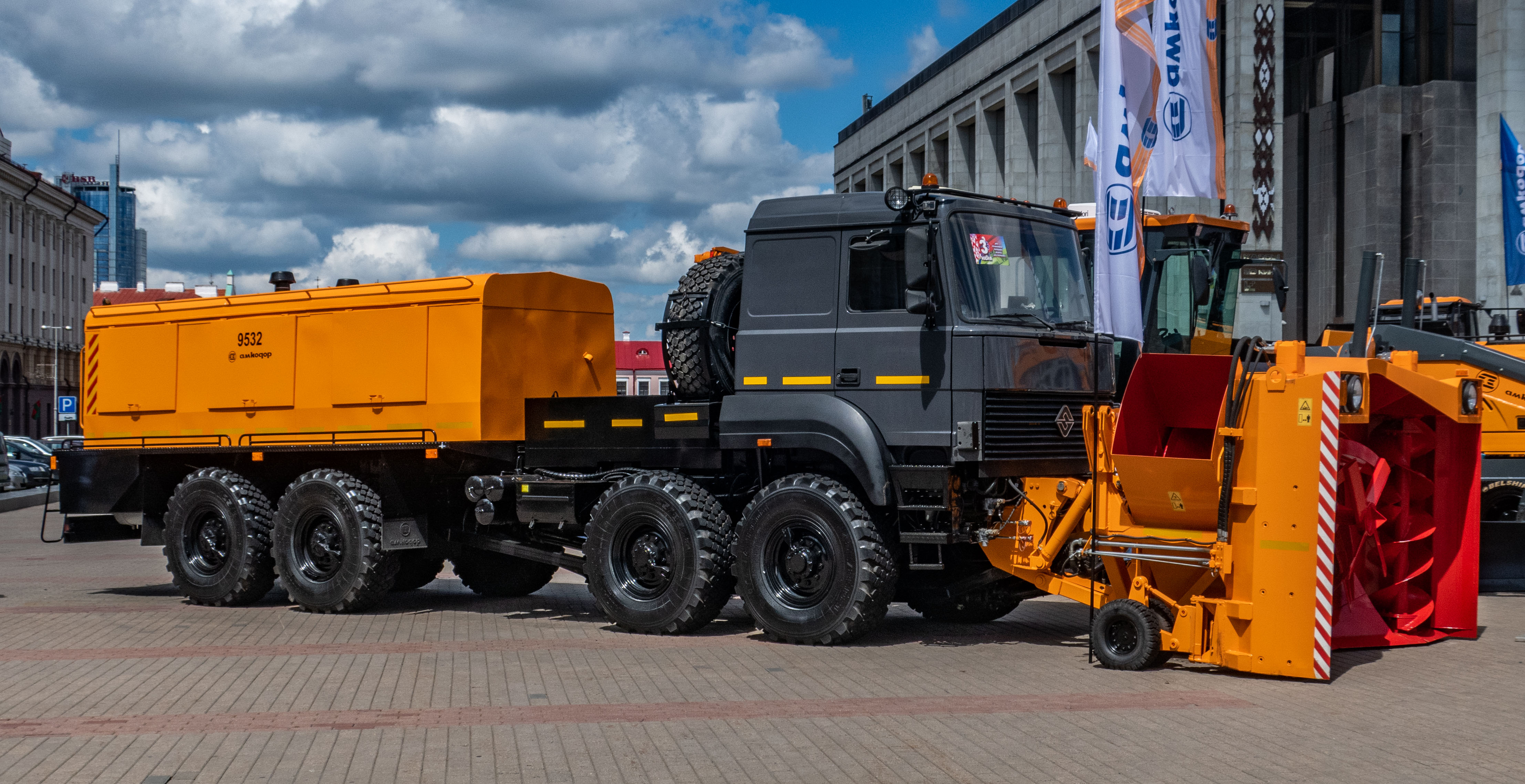
Шнекороторный снегоочиститель Амкодор 9532
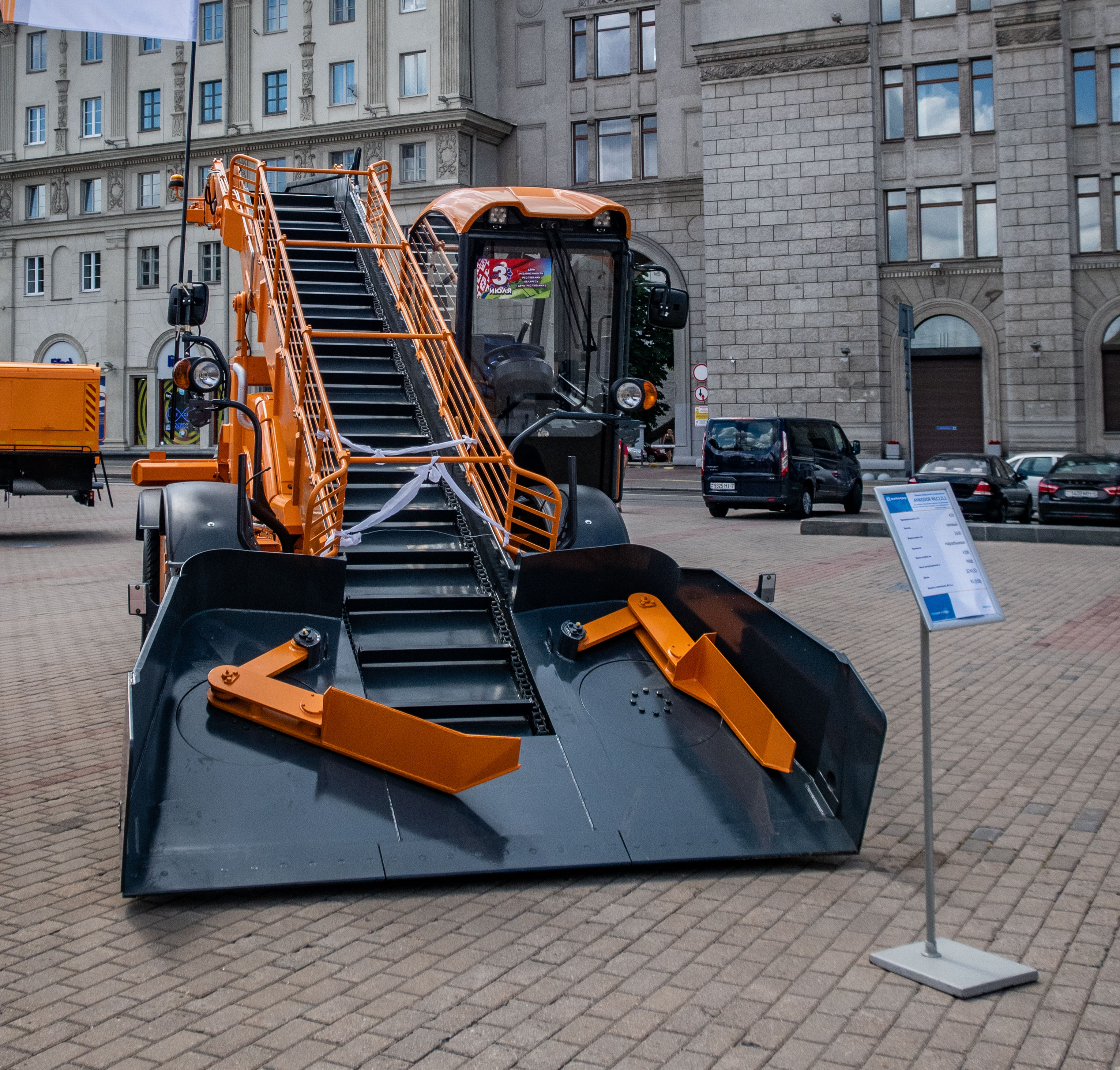
Снегоуборочная машина Амкодор WLC12L1 для погрузки снега в транспортные средства
- Снегоуборочная машина (видео)
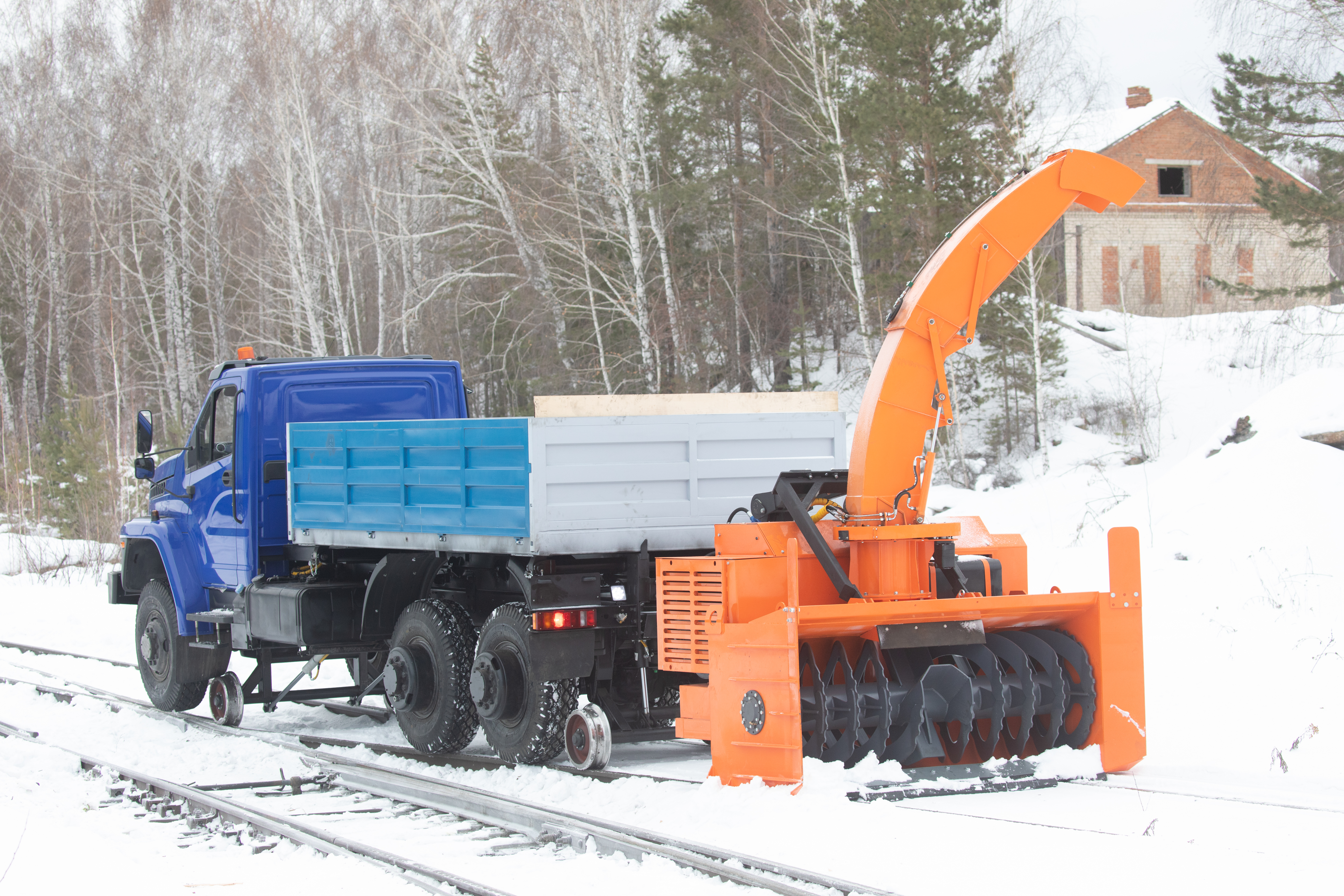
Модульный шнекороторный снегоуборщик ПТМ-2500СФ